# Agostina Belli
Agostina Belli, teljes születési nevén Agostina Maria Magnoni (Milánó, Lombardia, 1947. április 13.) olasz színésznő, fotómodell.

## Élete

### Származása, gyermekkora
Milánó Giambellino negyedében született, egyszerű családban. Apja Domenico Magnoni kisiparos, anyja Adele Margherita Dossena, aki kis panziót működtetett a Via Copernicón, a főpályaudvar közelében. Családi körben Mariuccának (kb. „Mariskának”) nevezték. Húgával, Armidával együtt nehéz szociális körülmények között nőtt fel. Önállóságra törekvő, makacs lány volt. Tizenhárom évesen szülei elváltak, ő édesapját választotta, akihez egész későbbi életében szoros kapcsolat kötötte. Titkárnőnek tanult, a milánói La Rinascente áruházlánc helyettes személyzeti vezetői beosztásáig vitte, de a hierarchiához nehezen alkalmazkodott, három év után felmondott. Könyvügynökként dolgozott, hivatásos táncosnői karriert tervezett.

### Színésznői pályája
Első apró filmszerepét 1968-ban kapta, amikor Carlo Lizzani rendező Milánóban forgatta Banditák Milánóban c. bűnügyi filmjét. Statisztának jelentkezett. A rendező a szép újonclánynak egy kisebb szerepet adott, ő volt a túsz, akit Gian Maria Volonté és bankrabló bűntársai foglyul ejtenek. A jelmeztervező tanácsára jól eladható művésznevet választott magának. Agostina Belli lett. Új vezetéknevét Giuseppe Gioachino Belli (1791–1863) olasz költőtől kölcsönözte.
Apró filmszerepekben dolgozott, amikor közlekedési balesetben megsérült, karrierje kis híján derékba tört. Nehéz lábadozás után állhatott újra munkába. 1970 februárjában családi tragédia sokkolta: édesanyját, Margherita Dossenát máig tisztázatlan körülmények között meggyilkolták.

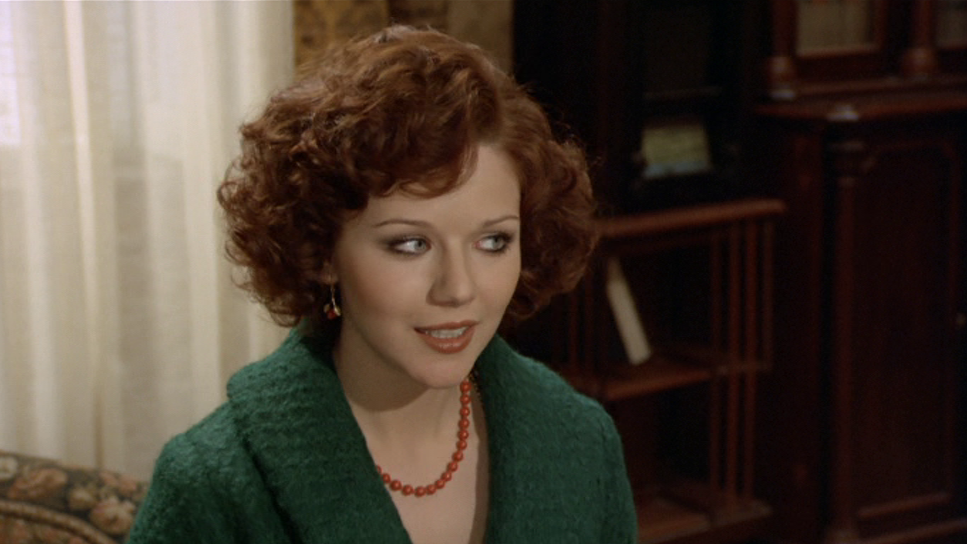
Belli az Il piatto piange-ben (1974)

Számos mellékszerepet kapott a korabeli divatos kommersz filmekben, zenés komédiákban (musicarelli), és a sárgának (film giallo) nevezett olasz és spanyol gyártmányú thrillerekben, horrorokban. A Richard Burton címszereplésével készült 1972-es Bluebeard (Kékszakáll) című horrorfilmben Belli csábító és érzéki lányt játszik, akit a szoknyavadász báró, első világháborús ászpilóta éppúgy megöl, mint többi áldozatát, Raquel Welchet, Virna Lisit, Nathalie Delont, Karin Schubertet. A szerep nemzetközi ismertséget hozott Bellinek, és megcsillantotta szexis értékeit, amelyeket későbbi erotikus szerepeiben bőségesen kamatoztatott. 1972-ben mutatták be Lucio Fulci rendező hosszú című Nonostante le apparenze… e purchè la nazione non lo sappia… all’onorevole piacciono le donne (magyarul kb. Minden látszat ellenére…  és a nemzet tudomása nélkül… a Szenátor úr szereti a nőket…). Belli és Laura Antonelli apácákat játszottak benne. A belső politikai köröket, a maffiát és Vatikánt összekötő álszent szexuális szokások ábrázolása miatt a filmet a cenzúra betiltotta, és csak erős csonkítások után kerülhetett a mozikba.
Első fajsúlyos szerepét Belli 1972-ben, Lina Wertmüller rendező Mimi, a becsületében sértett vasmunkás című társadalmi drámájában kapta, ahol megmutathatta jellemábrázoló tehetségét is. 
1973-ban Sergio Sollima rendező Revolver című bűnügyi filmjében Oliver Reed és Fabio Testi mellett domborított, Paola Pitagorával együtt.
1974-ben Dino Risi őt választotta a szépséges Sara szerepére, A nő illata c. filmjéhez, itt Vittorio Gassman mellett játszhatott. A szerepért Grolla d’oro-díjat kapott. Nagy sikert aratott Dino Risi 1976-os Fehér telefonok című szexkomédiájában is, ahol egy egyszerű származású, de éles eszű és mindenre kész vidéki munkáslány az olasz fasizmus éveiben egészen a legfelső körökig emelkedik, Mussolini szeretője lesz, a háború végén pedig ejti korábbi szeretőit, és egy gazdag német arisztokrata felesége lesz. Alakításáért David di Donatello-díjat kapott. Az 1970-es években nagy népszerűségre tett szert más hasonló szexkomédiákban is. Ezek művészi értéke vitatott, de igen nagy közönségsikert arattak.
Sikeres francia filmekben is megjelent, így 1975-ben Alain Robbe-Grillet rendező Le jeu avec le feu (Játék a tűzzel) c. drámájában Jean-Louis Trintignant, Philippe Noiret és Sylvia Kristel mellett. 1976-ban Claude Pinoteau Svihák-jában, Yves Montand és Claude Brasseur mellett szerepelt.
Az 1980-as évektől ritkábban jelent meg a filmvásznon. Későbbi drámai szerepeiben színművészi tehetségét is meg tudta mutatni. Megjelent televíziós produkciókban is. Hosszabb időre eltűnt, majd az 1990-es évek elején visszatért néhány kommersz filmszerepre. 1996-ban egy évtizedre ismét visszavonult a filmezéstől.
2006-ban ismét visszatért a Kettőből egy c. filmben. 2007-ben megjelent a Natural Born Star c. dokumentumfilmben, amelyet ex-élettársáról, Fred Robshamről szólt, akitől Belli húsz évvel korábban vált el. 2010-ben részt vett a Vittorio racconta Gassman: Una vita da mattatore című dokumentumfilm készítésében, amely Vittorio Gassmanra emlékezett.

### Magánélete
1972-ben, a Sepolta viva forgatásán megismerkedett Fred Robsahm (1943–2015) norvég színésszel. Másfél évtizeden át együtt éltek. Robsahm mellett Belli rákapott a vitorlázásra és a pipázásra.  Valószínű, hogy össze is házasodtak, de ezt sohasem erősítették meg. Az 1980-as években a férfinél HIV-fertőzést diagnosztizáltak, az együttélés (vagy házasság) 1987 körül felbomlott.
Magánéletét Belli mindig gondosan óvta a sajtó érdeklődésétől. Eltűnéseinek és visszatéréseinek valódi motivációi sem ismertek. Egyetlen alkalommal tudatta fájdalmát amiatt, hogy nem válhat anyává, és azt, hogy intenzív szellemi érdeklődést tanúsít a természetfeletti jelenségek, a parapszichológia és a keleti filozófiák iránt. 2010-es információ szerint Róma közelében, a Braccianói-tó partján él új élettársával, sok állattal körülvéve, gyermektelenül, idős édesapját gondozva.

## Főbb filmszerepei
- 1968: Banditák Milánóban (Banditi a Milano); túszul ejtett lány
- 1972: Mimi, a becsületében sértett vasmunkás (Mimì metallurgico ferito nell’onore), Rosalia Capuzzo in Mardocheo
- 1972: Nonostante le apparenze… e purchè la nazione non lo sappia… all’onorevole piacciono le donne; Brünhilda nővér
- 1972 : Az ördögök éjszakája (La notte dei diavoli); Sdenka
- 1972: Bluebeard; Caroline
- 1973: Revolver; Anna Cipriani
- 1973: Sepolta viva; Christine
- 1974: La governante; Jana
- 1974: Il figlio della sepolta viva; Christine
- 1974: Il piatto piange; Ines
- 1974: A nő illata (Profumo di donna); Sara
- 1975: Le jeu avec le feu; Maria szolgálaóleány
- 1976: Fehér telefonok (Telefoni binachi); Marcella Valmarin / Alba Doris
- 1976: A svihák (Le grand escogriffe); Amandine
- 1977: Lila taxi (Un taxi mauve), Anne Taubelman
- 1977: Kedves feleségem (Cara sposa); Adelina
- 1977: Kettős gyilkosság (Doppio delitto); Teresa Colasanti
- 1978: L’enfant de nuit; Claudia Lanza
- 1982: La guérilléra; Caterina
- 1984: Tiltott szerelem (Un amour interdit); Zaveria
- 1988: Szemek a csillagok mögül (Fratello dello spazio); Jenny
- 2006: Kettőből egy (Uno su due); Elena, Tresy anyja
- 2007: Natural Born Star, dokumentumfilm, önmaga
- 2008: Amore che vieni, amore che vai; Lina, Carlo anyja ű
- 2010: Vittorio racconta Gassman: Una vita da mattatore; dokumentumfilm, önmaga

## Elismerései
- 1974: Maschera d’Argento, az A nő illata-beli szerepéért
- 1974: Grolla d’oro, az A nő illata-beli szerepéért
- 1975: Globo d’oro, az Il piatto piange-beli alakításáért
- 1976: Speciális David di Donatello-díj a Fehér telefonokban nyújtott alakításáért
- 1980: Sagittario d’Oro
- 1986: Premio De Curtis
- 1987: Premio Personalità Europea

## Megjelent fotói
- 1972: Playboy (olasz kiadás), márciusi szám
- 1972: Playmen (olasz kiadás), decemberi szám, a Bluebeard film képeivel
- 1973: Ciné-revue (Franciaország), április 5, és május 17-i számok címlapjai
- 1973: Playmen (olasz kiadás), szeptemberi szám
- 1975: Play Lady (Spanyolország), áprilisi szám
- 1975: Ciné-revue (Franciaország), május 22-i szám, címlap
- 1976: Playboy (olasz kiadás), márciusi szám, címlap
- 1981: Skorpio (Olaszország), februári szám, címlap

## További információ
- Agostina Belli a PORT.hu-n (magyarul)
- Agostina Belli az Internetes Szinkronadatbázisban (magyarul)
- Agostina Belli az Internet Movie Database-ben (angolul)
- Agostina Belli a Rotten Tomatoeson (angolul)
- Agostina Belli az AlloCiné weboldalán (franciául)
- Agostina Belli Profile. famousfix.com. (Hozzáférés: 2023. január 19.)